# Tèsia de Borneo
La tèsia de Borneo (Urosphena whiteheadi) és una espècie d'ocell de la família dels cètids (Cettiidae). És endèmica de l'illa de Borneo. Els seus hàbitats principals són els boscos tropicals i subtropicals de frondoses humits de l'estatge montà. El seu estat de conservació es considera de risc mínim.